# Счастье (песня)
«Счастье» — песня белорусской рок-группы «Би-2», написанная в 1998 году. Вошла в саундтрек к фильму «Брат 2», а также была включена во второй, одноимённый альбом группы.

## История
Песня «Счастье» была написана в 1998 году во время работы над альбомом, вышедшим под названием «Би-2» два года спустя. По словам Лёвы, «за рождение этой песни можно сказать „спасибо“ группе „АукцЫон“», — на стиль именно этого коллектива он ориентировался при вокальном исполнении. Шура рассказывал, что у песни было около шести или восьми вариаций аранжировок, среди которых была джаз-роковая версия. Он описал «Счастье» как «игровую песню, где можно всяких штук намутить». У саунд-продюсера альбома, Эдама Калантзиса, Шура нашёл старый ревербератор и решил «изобрести сёрф-гитару, как в 1960-х у The Beach Boys было». При записи, перед тем, как пропускать звук через настоящий ревербератор, это было сделано через цифровой.
В 2000 году режиссёр Алексей Балабанов в поисках саундтрека к фильму «Брат 2» прослушивал альбомы российских рок-групп, предложенные ему Михаилом Козыревым, и внимание Балабанова привлекли песни тогда ещё малоизвестного коллектива «Би-2». Композиция «Счастье», наряду с «Полковнику никто не пишет» и «Варварой», попала в фильм. Она сопровождала поездку главного героя Данилы Багрова с шофёром-дальнобойщиком Беном Джонсоном на его грузовике. Песня вошла во второй альбом группы — «Би-2», однако так и не появилась в составе саундтрека к фильму «Брат 2». В 2001 году вошла в Fellini Tour — совместный концертный альбом групп «Би-2», «Сплин» и «Томас».